# Kulmerau

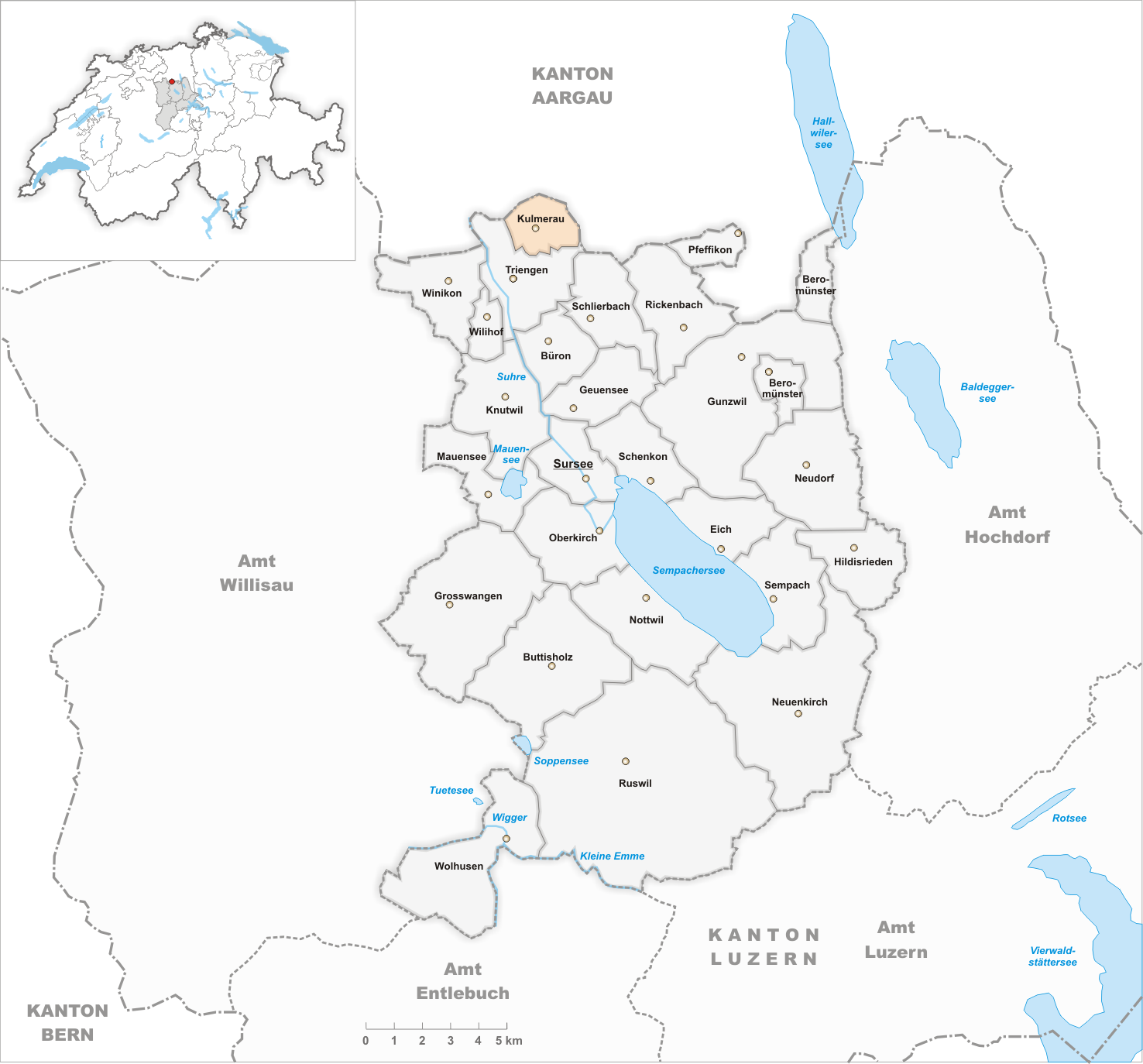
Gemeindestand vor der Fusion am 1. Januar 2005

Kulmerau war eine selbständige politische Gemeinde im Wahlkreis Sursee, Kanton Luzern, Schweiz. 2005 fusionierten Kulmerau und die  Gemeinde Wilihof mit der Gemeinde Triengen.